# Kornelius Akerslot
Kornelius Akerslot (fl. XVII w.) – holenderski kupiec czynny na Pomorzu Zachodnim, rzeczoznawca i doradca dla spraw handlu przy przewodniczącym utworzonej w 1660 komisji do spraw stanu technicznego portów zachodniopomorskich we władaniu brandenburskim, komendancie kołobrzeskim Bogusławie von Schwerinie.